# Wain, Biberach
Wain är en kommun i Landkreis Biberach i det tyska förbundslandet Baden-Württemberg. Folkmängden uppgår till cirka 1 700 invånare, på en yta av 20,14 kvadratkilometer.
Kommunen ingår i kommunalförbundet Schwendi tillsammans med kommunen Schwendi.

## Befolkningsutveckling
| Befolkningsutvecklingen i Wain 1975–2015 | Befolkningsutvecklingen i Wain 1975–2015 | Befolkningsutvecklingen i Wain 1975–2015 | Befolkningsutvecklingen i Wain 1975–2015 | Befolkningsutvecklingen i Wain 1975–2015 |
| ---------------------------------------- | ---------------------------------------- | ---------------------------------------- | ---------------------------------------- | ---------------------------------------- |
|                                          |                                          |                                          |                                          |                                          |
| År                                       |                                          |                                          | Folkmängd                                | Areal (ha)                               |
| 1975                                     | 1975                                     |                                          | 1 161                                    | 2 014                                    |
| 1980                                     | 1980                                     |                                          | 1 246                                    |                                          |
| 1985                                     | 1985                                     |                                          | 1 267                                    |                                          |
| 1990                                     | 1990                                     |                                          | 1 394                                    |                                          |
| 1995                                     | 1995                                     |                                          | 1 532                                    |                                          |
| 2000                                     | 2000                                     |                                          | 1 502                                    |                                          |
| 2005                                     | 2005                                     |                                          | 1 540                                    |                                          |
| 2010                                     | 2010                                     |                                          | 1 539                                    |                                          |
| 2015                                     | 2015                                     |                                          | 1 612                                    |                                          |
|                                          |                                          |                                          |                                          |                                          |